# Zaagmolenstraat (Rotterdam)
De Zaagmolenstraat is een straat in de Rotterdamse wijk het Oude Noorden die vanaf de Bergweg loopt tot aan de Zaagmolendrift bij de kruising met de Zwaanshals. 

## Kenmerken
De straat telt is ruim zevenhonderd meter lang en vrijwel recht. Hij begint op een T-kruising met de Bergweg en loopt in oost-zuidoostelijke richting. Hij sluit aan op de Zaagmolendrift, die in het verlengde van de Zaagmolenstraat tot aan de rivier de Rotte loopt. Daar knikt de wegas iets naar rechts om als Zaagmolenbrug het water haaks over te steken. Als Crooswijksestraat loopt hij in de hoofdrichting verder en eindigt met een T-kruising op de Boezemstraat. Het totale traject is 1,5 kilometer. 
De Zaagmolenstraat is een woonstraat met laagbouw, aan weerszijden hoogstens vier etages. Op de begane grond zijn vaak winkels of kleine bedrijven gevestigd. Anno 2025 zijn er 471 adressen, waarvan er volgens het Kadaster 402 een woonfunctie hebben. In 2023 waren er volgens het CBS (dat anders telt) 395 woningen met 735 bewoners en een WOZ-waarde van 296 duizend euro. Meer dan 90% van de woningen waren appartementen. Het overgrote deel van de huidige panden is in slechts vier jaar gebouwd, tussen 1896 en 1900.

## Geschiedenis
De straatnaam verwijst naar de houtzaagmolens die vroeger langs de Rotte stonden. Bij de buitenplaats Woelwijk stond in 1671 de molen 'De twee Zwanen' en in 1784 was er een houtkoperij met de houtzaagmolens 'De Ooievaar' en 'De Zwaan'.
De straat is tussen 1897 en 1900 aangelegd in de toenmalige buurt Blommerdijk. Een stukje bij de Zwaanshals, dat al eerder aangelegd was, droeg informeel een andere naam: Van Bommelstraat, genoemd naar de lokale grootgrondbezitter Cornelis van Bommel. Die naam verviel toen de gemeente in 1897 de gemeente de naam Zaagmolenstraat koos; ook een zijstraat, de Zaagstraat, kreeg toen zijn naam.
Overigens heeft ook de huidige Zaagmolendrift enige tijd de naam Zaagmolenstraat gedragen, namelijk van 1910 tot 1912. Tussen 1912 en 1926 heette dit stukje straat richting de Rotte de Nieuwe Zaagmolenstraat.

## Drukte en leefbaarheid
De relatief smalle straat bedient zowel doorgaand als plaatselijk verkeer, terwijl erlangs geparkeerd wordt. Van 2000 tot begin 2025 liep ook Tramlijn 8 door de straat. Er gebeuren er relatief veel ongelukken; qua verkeer is het een van de onveiligste straten van Rotterdam. Evenals andere wegen met straatspoor, zoals Nieuwe Binnenweg, West-Kruiskade, Oudedijk, Bergweg, Bergse Dorpsstraat en Kleiweg stond de Zaagmolenstraat in de Rotterdamse top tien met de meeste tramongelukken.
Met de nieuwe dienstregeling van de Rotterdamse tram reed hier per 6 januari 2025 geen tram meer, wat tot minder ongelukken zou moeten leiden. De RET geeft  tram 7 en bus 38 in Crooswijk en tram 4 en tram 6 op de Bergweg als vervangende lijnen. Echter, vanwege de renovatie van het Hofplein rijden er vanaf april 2025 jarenlang juist veel meer trams, van lijn 6 en 7 en daarnaast incidentele ritten. Volgens de bewoners zijn het er 370 per dag, zodat zij klagen over ernstige overlast door trillingen en geluid.

## Trivia
- In 1904 werd de kunstenaar Willem de Kooning geboren op Zaagmolenstraat 13 (later nummer 11) waar een plaquette het huis markeert.[15] Mensen verhuisden destijds uit armoede en om lokkertjes die verhuurders uitdeelden vanwege het woningoverschot. Hij heeft in zijn 22 Rotterdamse jaren op zo'n 36 adressen gewoond.[16] In zijn jonge jaren droomde hij al van Amerika om zijn omgeving te ontvluchten.[17] In een brief aan z'n vader bekende hij, dat hij nog veel terugdacht aan die tijd. Zo schreef hij "...en terwijl ik naar bed gaat denk ik aan de Zaagmolenstraat."[16]
- In 1994 werd in de Zaagmolenstraat een filiaal geopend van de Gemeentebibliotheek Rotterdam, het filiaal Het Oude Noorden.[18]

Bergsingel ·
Bergweg ·
Heer Bokelweg ·
Noordsingel ·
Schiebroekselaan ·
Schiebroeksestraat ·
Schiekade ·
Zaagmolenstraat